# My Little Pony - L'amicizia è magica (fumetto)
My Little Pony - Friendship is magic è una serie mensile di fumetti basata sulla serie televisiva animata con lo stesso nome. Il primo numero è stato pubblicato nel 28 novembre 2012 da IDW Publishing, sotto licenza di Hasbro, la società madre del franchise My Little Pony. La serie è tipicamente scritta in archi narrativi che si estendono in due o quattro numeri a testa; Katie Cook e Andy Price scrivono e illustrano il primo arco, rispettivamente, mentre Heather Nuhfer e Amy Mebberson eseguono lo stesso sul secondo. È stata anche creata una miserie spin - off fumettistica limitata, intitolata Le microavventure (in originale Micro Series), ovvero storie a fumetti intorno ad un singolo carattere, con Thom Zahler alla scrittura del primo numero e diversi scrittori e artisti che forniscono altre serie. Questa serie si è conclusa in 18 dicembre 2013 e da allora è stata sostituita da un'altra tuttora in corso, Friends Forever, coinvolgendo storie stavolta incentrate su una coppia di caratteri. Friends Forever ha fatto il suo debutto nel 22 gennaio 2014 a fianco della serie principale, con il primo numero scritto da Alex de Campi.
La serie offre storie basate sull'universo immaginario stabilito dello show televisivo. Ne consegue la studiosa Twilight Sparkle (in origine un unicorno, poi trasformata in alicorno) e le sue amiche in avventure in tutto il regno di Equestria. Anche se il fumetto si rivolge a giovani ragazzi, gli scrittori e gli artisti includono materiale per bronies, i più anziani, prevalentemente fan dello show di sesso maschile, con riferimenti.
Il primo numero ha avuto più di 100.000 pre-ordini prima del suo rilascio, che lo rende uno dei fumetti best seller sia del mese che dell'anno. I giornalisti del settore fumetto hanno notato che probabilmente sono i fan più adulti ad acquistare fumetti, per la prima volta in molti anni, insieme con i bambini. Il successo del fumetto My Little Pony potrebbe aiutare il settore in crisi. Il primo numero è stato molto apprezzato per catturare lo spirito dei personaggi e la presentazione dello spettacolo, fornendo una buona introduzione al suo mito per chi era inesperto.
Attualmente, anche in Italia è in atto la vendita di questi fumetti, tradotti e dal titolo appunto My Little Pony - L'amicizia è magica e messi in vendita a partire da novembre 2013 nelle fumetterie e online.

## Trama
Il fumetto si svolge nello stesso universo immaginario, come lo show televisivo, nel paese di Equestria che è popolata principalmente da pony (compresi unicorni e Pegasi), insieme a numerose altre creature senzienti e non. I personaggi principali del fumetto comprendono:
- Twilight Sparkle, un alicorno studioso (originariamente unicorno) il cui talento è la magia, che è venuto a imparare il valore dell'amicizia da quando è arrivato in Ponyville.
- Spike, un cucciolo di drago e assistente di Twilight, che usa il suo alito di fuoco per inviare messaggi di Twilight avanti e indietro per il suo mentore, Princess Celestia.
- Applejack, una pony di terra laboriosa responsabile del meleto della sua famiglia.
- Fluttershy, una pegaso timida con una predilezione per gli animali.
- Pinkie Pie, una pony di terra iperattiva che ama fare party.
- Rainbow Dash, una pegaso tutt'altro che timida e maschiaccio che aiuta a liberare i cieli dalle nuvole e sogna di entrare nel team aeronautico Wonderbolts di Equestria.
- Rarity, una progettista di abbigliamento unicorno che gestisce la propria boutique.
- Le Cutie Mark Crusaders, un gruppo costituito da Apple Bloom (la sorella minore di Applejack), Sweetie Belle (la sorella minore di Rarity), e Scootaloo (Il cui idolo è Rainbow Dash), che vogliono ottenere il loro Cutie Mark, segno che mostra il loro talento è per la vita.

I fumetti cronologicamente si verificano lungo lo spettacolo, con personaggi ed elementi introdotti nelle stagioni successive. Nella fattispecie:
- La storia dei primi 4 numeri è ambientata specificamente dopo il finale della seconda stagione.
- La storia raccontata tra i numeri 5 e 8 è ambientata a metà della terza stagione: nelle battute finali appaiono personaggi come Babs Seed e Lightning Dust, mentre una battuta di Trixie fa riferimento implicito all'episodio 5 della terza stagione.
- A partire dal numero 13 Twilight è un alicorno, piazzando le storie da questo punto in poi dopo la terza stagione.
- Il numero 15 fa riferimento esplicito a una delle prime puntate della quarta stagione.
- A partire dal numero 10 di Friends Forever si vede il castello di Twilight, piazzando le storie da questo punto in poi dopo il finale della quarta stagione.

## Lista fumetti
La serie principale di fumetti, My Little Pony - L'amicizia è magica, è iniziata negli Stati Uniti il 28 novembre 2012 ed è tuttora in corso. La sua pubblicazione è in corso anche in Italia.
La serie di fumetti Micro series (in Italiano: Le microavventure) è composta di dieci numeri, ognuno dedicato ad un solo personaggio (o ad un gruppo omogeneo, come nel caso delle Cutie Mark Crusaders). La sua pubblicazione è avvenuta negli USA tra il 20 febbraio e il 18 dicembre 2013. Anche in Italia sono stati pubblicati tutti i numeri, raggruppati però in gruppi di tre-quattro.
La serie Friends Forever (in Italiano: Amici Per Sempre) è composta da trentotto numeri, ognuno incentrato su una coppia di personaggi. La sua pubblicazione è avvenuta negli USA tra il 22 gennaio 2014 e il 19 aprile 2017. È iniziata anche in Italia.
La serie Legends of Magic è iniziata il 12 aprile 2017 negli Stati Uniti.
| N° | Titolo Serie USA                     | Titolo Italiano                      | Numeri   | Rilascio primo numero (USA) | Rilascio ultimo numero (USA) |
| -- | ------------------------------------ | ------------------------------------ | -------- | --------------------------- | ---------------------------- |
| 1  | My Little Pony - Friendship is magic | My Little Pony - L'amicizia è magica | In corso | 28 novembre 2012            | -                            |
| 2  | Micro series                         | Le microavventure                    | 10       | 20 febbraio 2013            | 18 dicembre 2013             |
| 3  | Friends Forever                      | Amici Per Sempre                     | 38       | 22 gennaio 2014             | 19 aprile 2017               |
| 4  | Legends of Magic                     | N/A                                  | In corso | 12 aprile 2017              | -                            |

## Curiosità
- Nel secondo numero della prima serie (L'amicizia è magica) un Troll collezionista ha sulla sua dispensa vari trofei e souvenir, uno di questi è un chiaro omaggio ad Optimus Prime, leader degli Autobot in Transformers (altro franchise appartenente ad Hasbro)[5].